# Schloss Englar

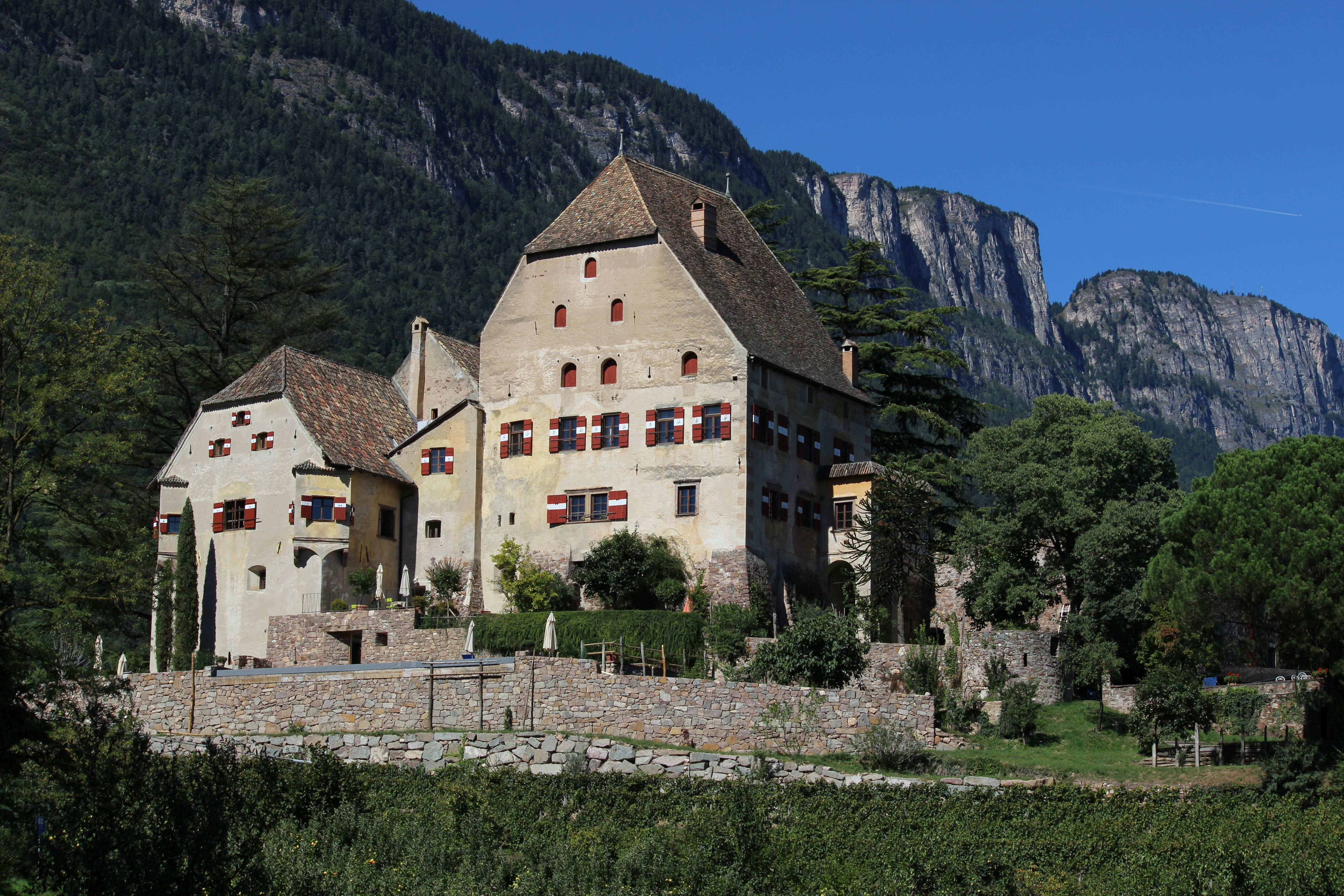
Schloss Englar

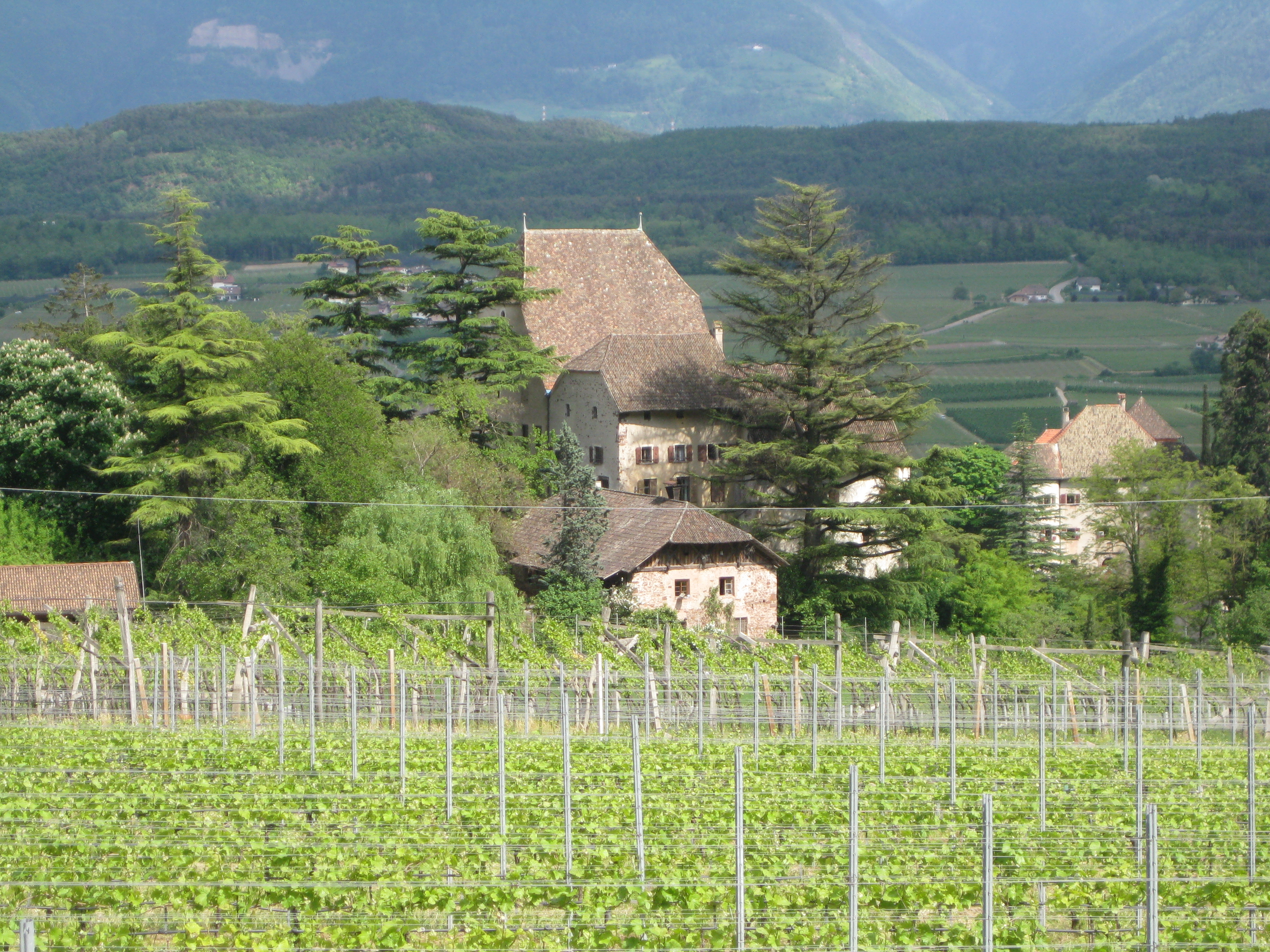
Rückansicht

Schloss Englar (italienisch Castel Englaro) ist – zusammen mit der Sebastianskapelle – ein geschütztes Baudenkmal oberhalb des Dorfzentrums von St. Michael im Ortsteil Pigeno in der Gemeinde Eppan (Südtirol).

## Geschichte
Englar wurde 1256 erstmals erwähnt. Damals belehnte Graf Meinhard II. und Albert I. von Görz und Tirol die Ritter von Firmian mit zwei Huben und anderen Weingärten, Mühlen und Häusern in Englar. Den Burgstall hielten sich die Grafen selbst vor. 1326 werden die Bauleute Swikerus Gelter de Paludo de Englar plebis Epiani (Moos-Englar) und seine Gemahlin Agnes urkundlich genannt, was darauf hindeutet, dass Englar auch als Gegendname im Gebrauch war. Am 17. August 1381 machte Adelheid, Witwe des Herren Hildebrand von Firmian, im Haus zu Englar im Gegenwart von Herrn Petrus, Priester von Eppan, ihr Testament.
Der heutige spätgotische Bau wurde 1475 als herrschaftlicher Wohnsitz der Adelsfamilie von Firmian errichtet und 1528 um einen Gebäudetrakt erweitert. Nach dem Tode von Christoph von Firmian, der 1486 starb, erbte es sein Sohn Bartholomäus von Firmian. Bis zum 17. Jahrhundert besaßen mehrere Familien Englar gleichzeitig. Durch die Heirat von Caspar von Thun († 1528) mit der Erbentochter Dorothea von Firmian, gelangte Englar an dessen Söhne. Um 1588 erscheinen als Besitzer die Freiherren Colonna von Völs, welche nach dem Ansitz das Prädikat „zu Englar“ führten. 1621 verkaufte Arbogast von Thun Englar teilweise an die Grafen Khuen von Belasi. 1662 veräußerte Franz Wilhelm von Firmian auch den Hof inkl. hinteren Turm an Graf Franz Carl von Khuen, deren Familie zu alleinigen Besitzern wurden. In der ersten Hälfte des 19. Jahrhunderts besaß das Anwesen Graf Karl von Khuen. Graf Bruno von Khuen bewohnte das Schloss während der Sommermonate. Das Ensemble wurde 1951 unter Denkmalschutz gestellt. Englar ist nicht zu besichtigen. Der westliche Gebäudetrakt wurde in den 1980er Jahren in ein Hotel umfunktioniert.

## Sebastianskapelle

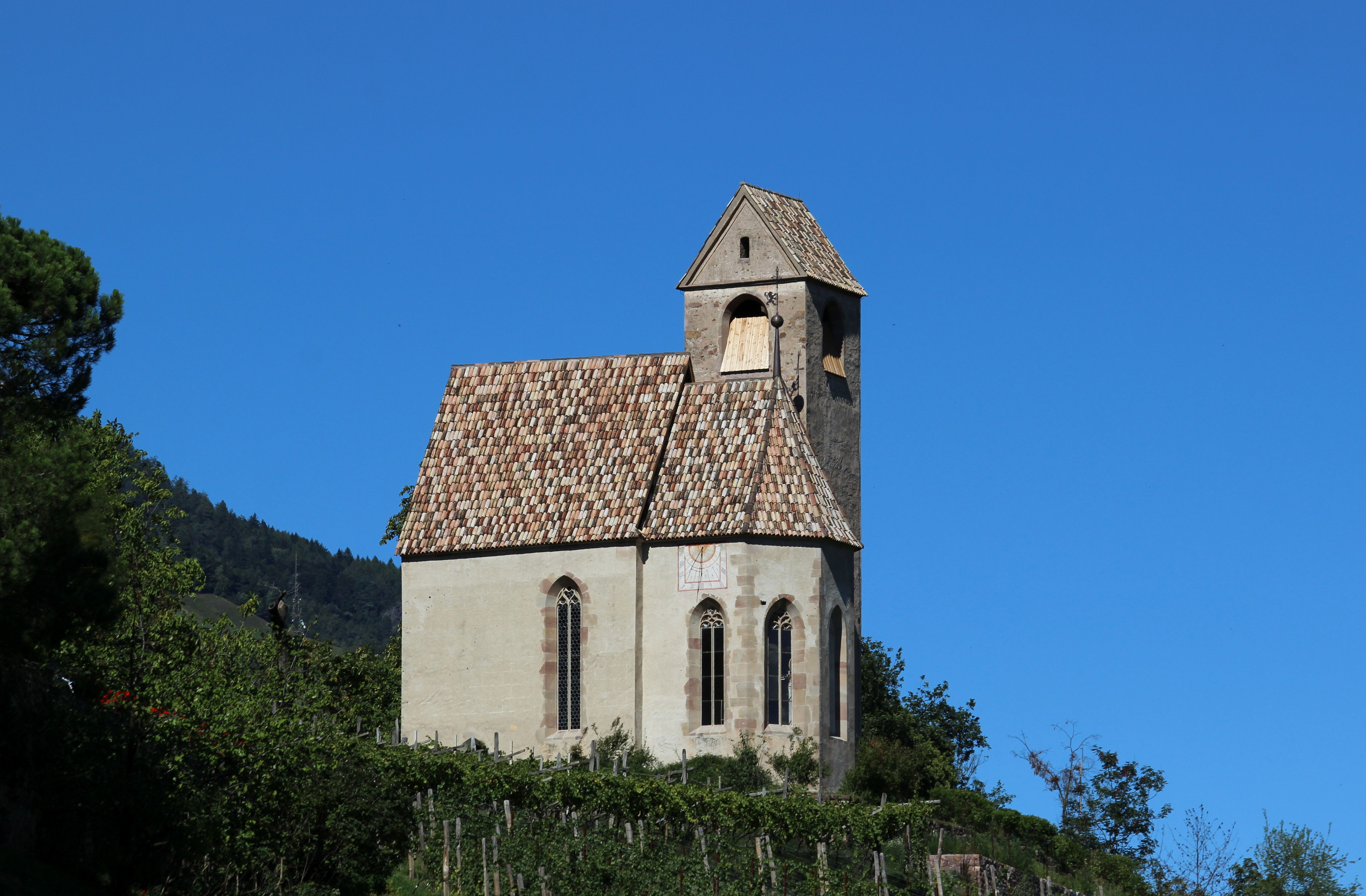
Sebastianskapelle

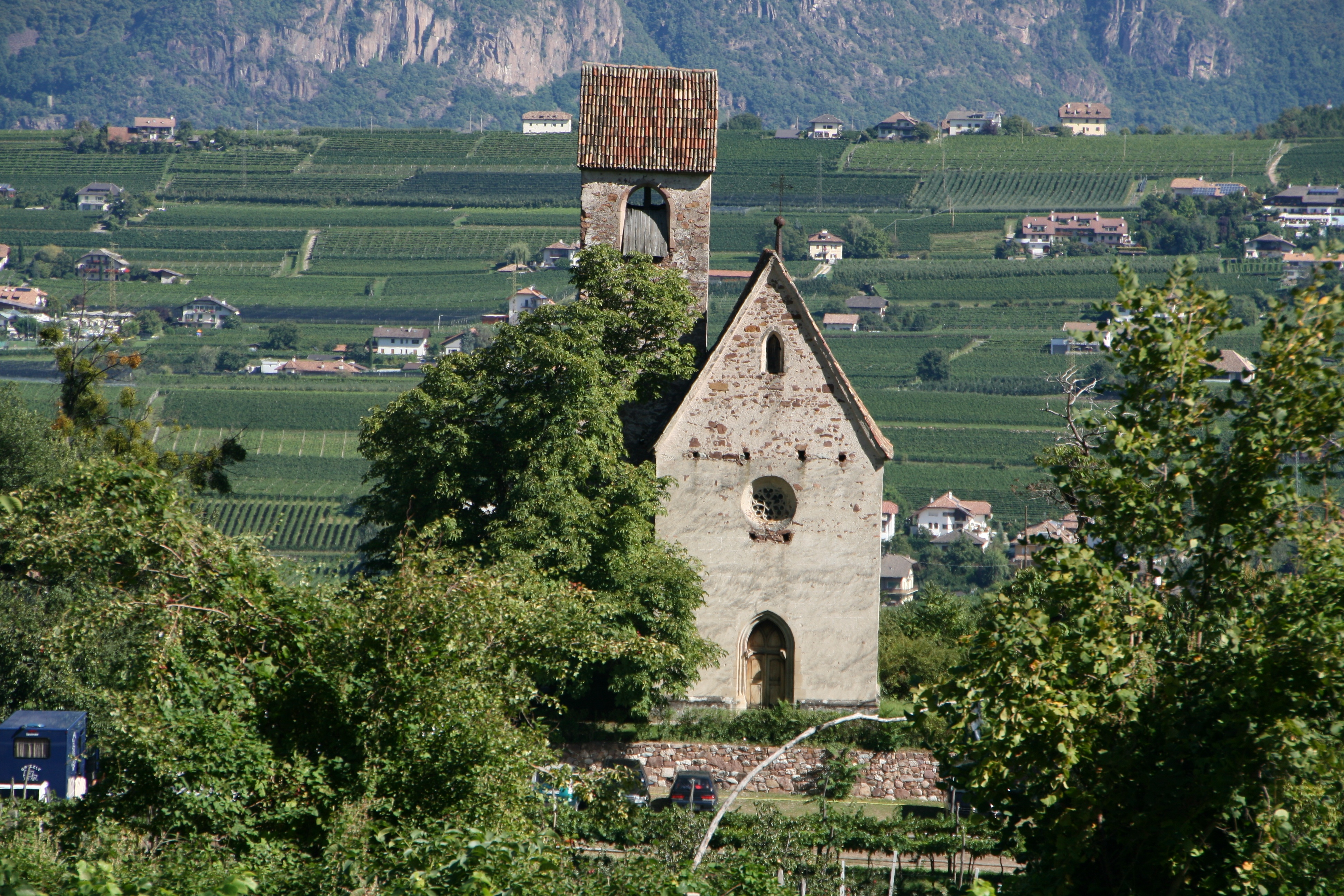
Portal

1450 gab Christoph von Firmian in Englar den Bau der Schlosskapelle St. Sebastian in Auftrag, die 1475 geweiht wurde. Damit verbunden wurde der Kapelle ein Familien-Benefizium gestiftet, dessen Gründungsjahr unbekannt ist. Der zierliche spätgotische Bau besitzt einen Turm mit Satteldach. Das Langhaus schließt mit einem verjüngten Chor ab. Der Innenraum ist mit Ornamenten verzierten Gewölberippen versehen, die im Chor auf Konsolen ruhen. Zur Ausstattung zählen drei barocke Altäre aus dem 18. Jahrhundert, eine Kanzel und drei mit Flachornamenten staffierte Türen. 2015 erfolgte eine umfassende Restauration der Sebastianskapelle.

## Sonstiges
Von 1895 bis 1899 bewohnte der Poet und Schriftsteller Otto Julius Bierbaum die  Hauptetage des Schlosses, wo er eine Anzahl seiner wichtigsten Werke verfasste. Auch später suchte er noch mehrmals Englar auf. Zu Gast war bei ihm eine Reihe befreundeter Künstler, darunter der Maler Max Arthur Stremel und der Dichter Rainer Maria Rilke, der 1897 auch ein Gedicht mit dem Titel Englar im Eppan verfasste.
2015 war Schloss Englar eines der Drehorte des deutschen Märchenfilms Prinzessin Maleen sowie 2018 der österreichisch-italienischen Komödie Alles wird gut.